# قرندی
قرندی (به لاتین: Qrendi) یک منطقهٔ مسکونی در مالت است که در مالت واقع شده‌است. قرندی ۴٫۹ کیلومتر مربع مساحت و ۲٬۸۰۰ نفر جمعیت دارد.